# Списак фудбалских стадиона у Републици Српској
| #   | Стадион                      | Капацитет | Град             | Домаћи тим                                          |
| --- | ---------------------------- | --------- | ---------------- | --------------------------------------------------- |
| 1.  | Градски стадион у Бањој Луци | 9.730     | Бања Лука        | ФК Борац, Фудбалска репрезентација Републике Српске |
| 2.  | Стадион Полице               | 8.500     | Требиње          | ФК Леотар                                           |
| 3.  | Градски стадион у Градишци   | 8.000     | Градишка         | ФК Козара Градишка                                  |
| 4.  | Стадион др Милан Јелић       | 7.600     | Модрича          | ФК Модрича Максима                                  |
| 5.  | Стадион Славија              | 6.000     | Источно Сарајево | ФК Славија Источно Сарајево                         |
| 6.  | Градски стадион у Бијељини   | 6.000     | Бијељина         | ФК Радник                                           |
| 7.  | Градски стадион у Приједору  | 6.000     | Приједор         | ФК Рудар Приједор                                   |
| 8.  | Градски стадион у Угљевику   | 5.000     | Угљевик          | ФК Рудар Угљевик                                    |
| 9.  | Градски стадион у Фочи       | 4.000     | Фоча             | ФК Сутјеска Фоча                                    |
| 10. | Стадион ФК Дрина Вишеград    | 4.000     | Вишеград         | ФК Дрина ХЕ, ФК Сарајево Српско Сарајево            |
| 11. | Градски стадион у Зворнику   | 3.020     | Зворник          | ФК Дрина Зворник                                    |
| 12. | Градски стадион у Гацку      | 3.000     | Гацко            | ФК Младост Гацко                                    |
| 13. | Стадион Луке (Добој)         | 3.000     | Добој            | ФК Слога Добој                                      |
| 14. | Стадион Луке (Мркоњић Град)  | 2.000     | Мркоњић Град     | ФК Слобода Мркоњић Град                             |
| 15. | Градски стадион у Дервенти   | 500       | Дервента         | ФК Текстилац Дервента                               |